# François-Xavier Wurth-Paquet
Pour les articles homonymes, voir Wurth et Paquet.
François-Xavier Wurth-Paquet, né le 16 avril 1801 à Luxembourg (France) et mort le 4 février 1885 à Luxembourg (Luxembourg), est un juriste, historien et homme politique luxembourgeois.

## Biographie
Né à Luxembourg, chef-lieu du département français des Forêts, il étudie le droit à l'université de Liège. Par la suite, il devient avocat, juge, procureur avant d'accéder à la présidence de la Cour supérieure de justice en 1848. 
De 1845 à 1848, il est membre de l'Assemblée des États. Il est élu représentant du canton d'Esch-sur-Alzette à l'Assemblée constituante en 1848. Orangiste, il fait partie du gouvernement dirigé par Charles-Mathias Simons en tant qu'administrateur général de la Justice de 1853 à 1856 et administrateur général de l'intérieur de 1856 à 1858. Il est ensuite nommé membre du Conseil d'État par arrêté royal grand-ducal du 6 octobre 1858 au 4 février 1885 et en est le président de 1870 à 1871.
François-Xavier Wurth-Paquet est le président fondateur de l'association archéologique du Luxembourg, précurseur de la section historique de l'Institut grand-ducal. Il exerce cette fonction de 1845 à 1853, date à laquelle il fait son entrée au sein du gouvernement, puis de 1876 jusqu'à sa mort en 1885. Dans les publications de cette institution, il fait l'inventaire des anciens documents luxembourgeois, en publiant également des extraits. Il parvient à examiner près de 18 000 documents, ainsi que les copies de 60 000 documents en provenance de l'étranger. Il lègue sa propre collection à l'institut après sa mort. Il contribue également à la création de ce qui est deviendra le Musée national d'histoire et d'art (MNHA).
Sa fille, Hélène Wurth, épouse Pierre Brasseur de la famille Brasseur. Son mari est un magnat des mines qui fonde la société qui précède les Aciéries réunies de Burbach-Eich-Dudelange (ARBED). Le couple a eu cinq enfants dont l'homme politique Xavier Brasseur (lb).